# گل‌چشمه بالا
گل چشمه بالا روستایی در دهستان باقرآباد بخش مرکزی شهرستان محلات استان مرکزی ایران است.

## جمعیت
بر پایه سرشماری عمومی نفوس و مسکن در سال ۱۳۹۵ جمعیت این روستا ۱۴۳ نفر (۵۶خانوار) بوده‌است.